# Val de San Martín
Val de San Martín (aragónul Val de Sant Martín) község Spanyolországban,  Zaragoza tartományban. Val de San Martín Balconchán, Daroca, Valdehorna, San Martín del Río, Castejón de Tornos, Gallocanta és Santed községekkel határos. Lakosainak száma 59 fő (2024).

## Népesség
A település népessége az utóbbi években az alábbiak szerint változott:
| Lakosok száma | 88   | 84   | 89   | 85   | 77   | 71   | 65   | 66   | 60   | 59   |
|               | 2001 | 2004 | 2007 | 2009 | 2012 | 2014 | 2017 | 2019 | 2022 | 2024 |